# Arnedillo
Arnedillo est une commune de la communauté autonome de La Rioja, en Espagne.

## Démographie
| 1900  | 1910  | 1920  | 1930  | 1940  | 1950  | 1960 |
| ----- | ----- | ----- | ----- | ----- | ----- | ---- |
| 1 242 | 1 379 | 1 196 | 1 191 | 1 099 | 1 004 | 846  |

| 1970 | 1981 | 1991 | 2001 | 2011 | 2021 | - |
| ---- | ---- | ---- | ---- | ---- | ---- | - |
| 558  | 434  | 396  | 442  | 478  | 452  | - |

## Administration

### Conseil municipal
La ville de Arnedillo comptait 426 habitants aux élections municipales du 26 mai 2019. Son conseil municipal (en espagnol : Pleno del Ayuntamiento) se compose donc de 7 élus.
| Parti | Parti                                    | Voix | %     | Élus  |
| ----- | ---------------------------------------- | ---- | ----- | ----- |
|       | Parti socialiste ouvrier espagnol (PSOE) | 192  | 100 % | 7 / 7 |

### Liste des maires
| Mandat    | Maire | Maire                        | Parti |
| --------- | ----- | ---------------------------- | ----- |
| 2003-2007 |       | Pedro Antonio Montalvo Íñigo | PSOE  |
| 2007-2011 |       | Pedro Antonio Montalvo Íñigo | PSOE  |
| 2011-2015 |       | Pedro Antonio Montalvo Íñigo | PSOE  |
| 2015-2019 |       | Pedro Antonio Montalvo Íñigo | PSOE  |
| 2019-2023 |       | Pedro Antonio Montalvo Íñigo | PSOE  |